# Carpaccio

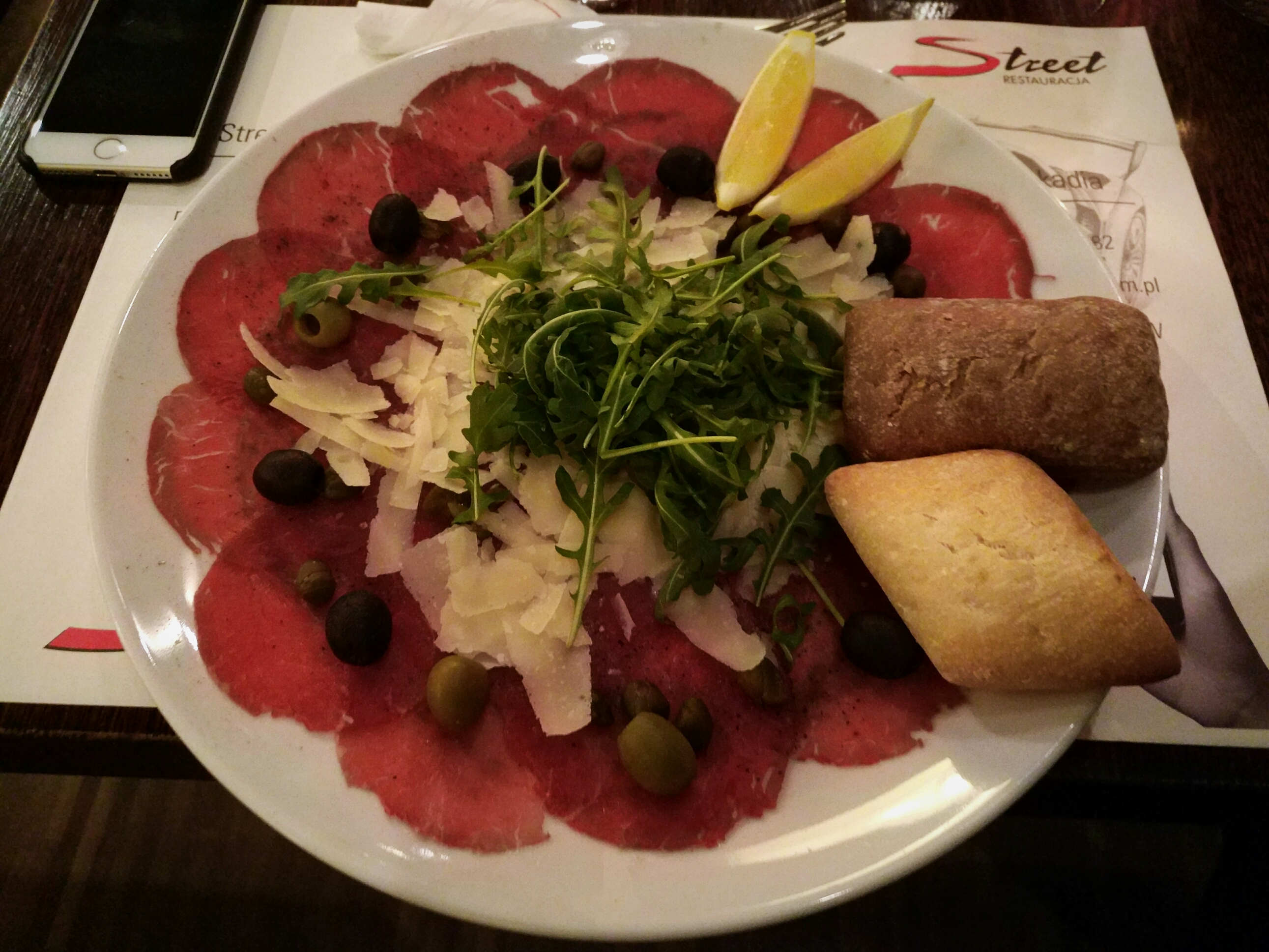
Carpaccio

Carpaccio (wym. [karˈpat.t͡ʃo]) – danie kuchni włoskiej z surowego mięsa, serwowane zazwyczaj jako przystawka.
Tradycyjnie przygotowywane jest z wołowiny, współcześnie także z cielęciny, łososia lub tuńczyka, jako bardzo cienko pokrojone lub rozbite mięso. Mięso w carpaccio jest zazwyczaj polane oliwą, sokiem z cytryny, czasem przyprawiane szalotką, kaparami, a podawane z dodatkami – sałatami i cienko pokrojonymi serami, np. parmezanem.
Danie pierwszy raz podano w Wenecji w 1950 r. hrabinie Amalii Nani Mocenigo, gdy powiadomiła właściciela lokalu Harry’s Bar, że doktor zalecił jej jedzenie mięsa jedynie surowego. Właściciel ten, Giuseppe Cipriani, nazwał tak nowe danie, gdyż kolorystycznie kojarzyło mu się z obrazami renesansowego malarza weneckiego Vittore Carpaccio.
Obecnie nazwą carpaccio w rozszerzonym znaczeniu często określa się jakiekolwiek cienko pokrojone mięso, ryby, warzywa (przeważnie zaprawione cytryną lub octem, oliwą, solą i pieprzem), a nawet owoce (np. deser waniliowy z gruszkami). Carpaccio jest też popularną przystawką w sąsiednim Friuli i Słowenii, podawaną z rukolą i plastrem cytryny, z parmezanem oraz tostem francuskim.